# غاتسبي العظيم (فلم 1974)
غاتسبي العظيم (بالإنجليزية: The Great Gatsby) هو فيلم رومانسي تم إنتاجه في الولايات المتحدة وصدر في سنة 1974.

## ترشيحات وجوائز
| السنة | الحدث  | الفئة               | النتيجة  |
| ----- | ------ | ------------------- | -------- |
|       | أوسكار | أفضل موسيقى تصويرية | فـــــوز |

## الميزانية والإيرادات
بلغت تكلفة إنتاج الفيلم حوالي 6.5 مليون دولار بينما حقق أرباحا تقدر بـ 26,533,200 دولار.

## وصلات خارجية
- غاتسبي العظيم على موقع IMDb (الإنجليزية)
- غاتسبي العظيم على موقع ميتاكريتيك (الإنجليزية)
- غاتسبي العظيم على موقع الموسوعة البريطانية (الإنجليزية)
- غاتسبي العظيم على موقع روتن توميتوز (الإنجليزية)
- غاتسبي العظيم على موقع قاعدة بيانات الأفلام العربية
- غاتسبي العظيم على موقع ألو سيني (الفرنسية)
- غاتسبي العظيم على موقع Turner Classic Movies (الإنجليزية)
- غاتسبي العظيم على موقع أول موفي (الإنجليزية)
- غاتسبي العظيم على موقع بوكس أوفيس موجو (الإنجليزية)
- غاتسبي العظيم على موقع فيلمافينيتي (الإسبانية)

1. 1 2  وصلة مرجع: https://www.oscars.org/oscars/ceremonies/1975.
2. 1 2  مذكور في: قاعدة بيانات الأفلام التشيكية السلوفاكية. لغة العمل أو لغة الاسم: التشيكية. تاريخ النشر: 2001.
3. ↑  وصلة مرجع: http://flickfacts.com/movie/1541/the-great-gatsby.